# Українські інді-відеоігри
Українські незалежні ігри або Українські інді-ігри (англ. indie games від independent — «незалежний») — це відеоігри, створені невеликими командами або окремими розробниками в Україні без значної фінансової підтримки від великих видавців. Основною характеристикою інді-ігор є творча свобода, оскільки розробники мають змогу експериментувати з унікальними ідеями, стилістикою та механіками, які рідко зустрічаються у великих AAA-проєктах. Українські інді-ігри виділяються своїм креативним підходом, адже розробники змушені працювати в умовах обмежених ресурсів, але при цьому демонструють високу якість. Інді-проєкти з України часто поєднують глибокі наративи, емоційну складову та унікальні механіки.

Скріншоти із інді-ігри

З 1998 року щорічно проводиться Independent Games Festival в рамках конференції Game Developers Conference. З 2005 року проводиться фестиваль IndieCade.
В Україні інді-ігри представлені у фестивалях «Ukrainian Games Festival», які проводилися у 2022 та 2023 роках.
Українські інді-ігри ґрунтуються на ідеях, які виникли разом із розвитком доступного програмного забезпечення та персональних комп’ютерів, дозволяючи невеликим командам або навіть окремим ентузіастам створювати унікальні ігрові проєкти. Ці ігри часто створюються за допомогою сучасних інструментів, таких як Unity, Unreal Engine, Godot, а також використовуючи бібліотеки з відкритим кодом. Інтернет відіграє ключову роль у їх розробці, розповсюдженні та популяризації, адже дає змогу обмінюватися ідеями, отримувати підтримку спільнот і поширювати кінцевий продукт через цифрові платформи, як-от Steam, itch.io чи GOG.
Тематика українських інді-ігор часто пов'язана з культурною ідентичністю, історією або сучасними викликами, такими як війна, соціальні трансформації чи екологія. Розробники також створюють ігри з унікальним художнім стилем та експериментальними механіками, акцентуючи увагу на емоціях гравців. Незалежність від великих видавців дозволяє українським інді-командам працювати з темами, які часто ігноруються в комерційних AAA-іграх. Такі проєкти можуть зосереджуватися на глибоких наративах, символізмі або інтерактивному досвіді, який залишає тривалий слід у свідомості гравців.
Поява інді-ігор в Україні також стала можливою завдяки доступності глобальних краудфандингових платформ, грантів та ініціатив на кшталт Ukrainian Game Awards. Попри обмежені ресурси, українські розробники знаходять способи створювати якісний контент, що стає помітним на міжнародних ігрових подіях та виставках.

## Історія розвитку інді-ігор в Україні
В Україні з початку 90х були активними розробники-хоббісти, з такими проектами як Пригоди Піонерки Ксенії та Kings Bounty 2 від Сергія Прокофєва. Перші українські інді-розробники працювали здебільшого самотужки або в невеликих командах, експериментуючи з ігровими механіками та художніми стилями. Відсутність великих інвестицій спонукала ентузіастів шукати креативні рішення та використовувати доступні ресурси. У той час проєкти були переважно аматорськими й часто поширювалися серед обмеженого кола гравців через локальні форуми та інтернет-спільноти.
Культурні й економічні зміни початку 2000-х років вплинули на інді-сцену. Відсутність великих локальних студій на початкових етапах розвитку індустрії дала незалежним розробникам простір для творчих експериментів. Підйом популярності комп’ютерів та ігрової культури збігся із загальним розвитком цифрових технологій в Україні, що відкривало нові можливості для невеликих команд.
Економічні виклики, зокрема нестабільність і відсутність інвестицій, стали як бар’єром, так і стимулом. Багато розробників орієнтувалися на глобальний ринок, шукаючи натхнення в міжнародній спільноті. Культурні особливості країни також вплинули на тематику проєктів: перші інді-ігри часто відображали соціальні проблеми, культурну спадщину або навіть буденне життя українців.
Технічні зміни, як-от поширення безкоштовних і доступних платформ для розробки (Unity, Unreal Engine), суттєво пришвидшили розвиток. Перші успішні проєкти надихнули наступне покоління розробників, а інтернет, що набув популярності у 2000-х, надав доступ до глобальних інструментів розповсюдження, таких як Steam або itch.io. Згодом почали виникати локальні події, присвячені ігровій індустрії, які підтримували обмін досвідом і підвищували впізнаваність українських інді-проєктів у світі.

## Відомі українські інді-команди
В Україні сформувалося багато талановитих інді-команд, які створюють унікальні проєкти, що отримують визнання як на локальному, так і на міжнародному рівні. До таких найвідоміших команд належать Frogwares, GSC Game World, 4A Games, Starni Games, Vostok Games, Weasel Token, Red Beat, Dreamate Games, та інші. Вони зосереджуються на різних жанрах інді-ігор та стилях, розробляючи ігри, які поєднують інноваційність, захопливі сюжети та виразний візуальний стиль.

## Список ігор
| Назва                  | Розробник          | РІк виходу |
| ---------------------- | ------------------ | ---------- |
| Strategic Mind         | Starni Games       | 2023       |
| Survarium              | Vostok Games       | 2015       |
| Puzzles for Clef       | Weasel Token       | 2022       |
| Space Rogue            | Red Beat           | 2016       |
| GRID                   | Dreamate Games     | 2022-2023  |
| FoxTail                | Goggleslab         | 2018-?     |
| Through the Nightmares | Sandman Team       | 2022       |
| Farlanders             | Andriy Bychkovskyi | 2023       |
| Liquid Sunshine        | Vindit             | 2021       |
| Pryvit                 | Catmoon Games      | 2020       |
| Zero Losses            | MetaGames          | 2023       |
| Stonks 9800            | Ternox Games       | 2023       |